# 8-cm-ortsfeste Luftfahrzeugabwehrkanone L/30 M. 14 R.
Die 8-cm-ortsfeste Luftfahrzeugabwehrkanone L/30 M.14 R., kurz 8-cm-O. Lfa.-Kanone L/30 M.14 R. (R = Russland), war eine Flugabwehrkanone Österreich-Ungarns und wurde im Ersten Weltkrieg eingesetzt.

## Entwicklung
Bei Ausbruch des Ersten Weltkrieges waren keine Flugabwehrkanonen in Österreich-Ungarn vorhanden und die oberste Heeresverwaltung musste Lösungen finden. Auch nach der Einführung der 8-cm-Luftfahrzeugabwehrkanone M. 14, erfüllten die an der Front eingesetzten Flugabwehrkanonen den täglich steigenden Anforderungen nicht. An der Ostfront gelang es den Truppen eine große Anzahl an russischen 76-mm-Feldkanonen M1902/03 zu erbeuten. Mit diesen Beutewaffen begann das österreich-ungarische Kriegsministerium neue Ausrüstungen aufzustellen und die Feldkanonen auf spezielle Lafetten zu stellen, so wie es das deutsche Heer mit französischen Beutegeschützen bereits tat. Daraus entstand die 8-cm-ortsfeste Luftfahrzeugabwehrkanone L/30 M.14 R.

## Technische Beschreibung
Das Geschützrohr war ein Mantelrohr aus Stahl und lag auf einer Rohrwiege, welche mit einem Rohrrücklauf ausgestattet war. Um das Geschützrohr wieder in seine Ausgangsposition zurück zu schieben, wurde ein Federvorholer verbaut.
Da man die Unzulänglichkeiten der Radbahnkonstruktion erkannte, setzte man die neue Kanone auf ein Mittelpivot, was die Schwenkbarkeit deutlich verbesserte und eine Drehung um 360 Winkelgrad ermöglichte. Die Sockel wurden auf einem Fundament aus Beton verschraubt, wodurch die Flugabwehrkanone nicht mehr beweglich war. Der Höhenrichtbereich lag zwischen −7 und +75 Winkelgrad. Das gesamte Geschütz wog in der Feuerstellung 2,71 t.
Die Visiereinrichtung bestand ein einem einfachen Luftaufsatz, bei dem die Richtung über das Visier und einem Korn bestimmt wurde. Im späteren Kriegsverlauf wurden diese Geschütze mit einem Zielfernrohr aufgewertet. Verschossen wurde russische Schrapnell-Munition, welche aber schlechte ballistische Eigenschaften besaß. Die Mündungsgeschwindigkeit lag bei 580 m/s. Damit konnten die 6,6 kg schweren Granaten bis zu 9,4 km weit geschossen werden. Die maximale Steighöhe lag bei 5,6 km.

## Einsatz
Die 8-cm-ortsfeste Luftfahrzeugabwehrkanone L/30 M.14 R. war nur eine Behelfskonstruktion. Zwar eignete sich die die Feldkanone wegen der guten ballistischen Leistungen für die Flugabwehr sehr gut, doch die schlechten Granaten machten diesen Vorteil wieder wett. Der Aufbau der Flugabwehrkanone dauerte sehr lange und war sie einmal aufgestellt, konnte sie nur unter großen Anstrengungen wieder transportiert werden, da kein spezielles Fahrgerät zur Verfügung stand. Auch nutzten sich die schlechten russischen Geschützrohre sehr schnell ab und mussten nach und nach durch Geschützrohre der 8-cm-Feldkanone M. 05 ersetzt werden.